# Relazione di ricorrenza
In matematica, una relazione di ricorrenza, chiamata anche equazione di ricorrenza, è un'equazione che, nei casi più semplici, riguarda i componenti di una successione la quale stabilisce un legame tra alcuni componenti che occupano posizioni generiche, ma successive, cioè presenta una forma del tipo:
{\displaystyle f(x_{n},x_{n+1},\dots ,x_{n+k})=0.}
Il numero {\displaystyle k} viene detto ordine della relazione.
Vi sono anche relazioni di ricorrenza che riguardano più successioni, matrici infinite e successioni con tre o più indici. In genere le relazioni di ricorrenza sono accompagnate da condizioni iniziali tali da rendere possibile, almeno in linea di principio, la valutazione dei componenti della successione.

## Primi esempi
Il fattoriale {\displaystyle n!} del numero naturale {\displaystyle n} viene definito da:
{\displaystyle 0!:=1;\quad n!:=n\cdot (n-1)!,\quad {\text{per }}n=1,2,3,\dots }
e per i primi fattoriali si trovano i valori: 1, 1, 2, 6, 24, 120, 720, 5040, 40320, 362880, 3628800 ...
La successione di Fibonacci viene definita mediante due condizioni iniziali e una relazione di ricorrenza lineare:
{\displaystyle F_{0}:=0,}
{\displaystyle F_{1}:=1,}
{\displaystyle F_{n}:=F_{n-1}+F_{n-2},\quad {\text{per }}n=2,3,4,\dots }
quindi per i suoi primi componenti si trova: 0, 1, 1, 2, 3, 5, 8, 13, 21, 34, 55, 89 ...
La mappa logistica corrisponde alla relazione:
{\displaystyle x_{n+1}=rx_{n}(1-x_{n}).}
Questa è una delle relazioni di ricorrenza fornite da espressioni semplici, ma che con certe condizioni iniziali possono portare a processi evolutivi molto complessi, tanto da essere chiamati caotici. Essi vengono studiati piuttosto sistematicamente da fisici e matematici nell'ambito del settore della matematica chiamato analisi non lineare.

## Espressioni alternative alle relazioni di ricorrenza
Le relazioni di ricorrenza munite di opportune condizioni iniziali danno un controllo computazionale sulla successione che spesso risulta praticamente poco agevole. Può essere molto utile ricavare da una relazione di ricorrenza una espressione esplicita (o più espressioni) per ciascun componente {\displaystyle x_{n}} della successione. Per questi problemi si parla di soluzione della relazione di ricorrenza ossia di soluzione di equazione alle differenze. Naturalmente sono utili espressioni che consentono valutazioni efficienti e che permettano di ricavare proprietà e collegamenti (e quindi interpretazioni) per la successione.

## Soluzione delle relazioni di ricorrenza lineari
Si parla di relazione di ricorrenza lineare quando esprime l'annullamento di un polinomio di primo grado nei termini {\displaystyle x_{m}}, cioè quando assume la forma:
{\displaystyle c_{n}x_{n}+c_{n+1}x_{n+1}+\ldots +c_{n+k}x_{n+k}+c_{0}=0}
con i coefficienti {\displaystyle c_{m}} costanti, non dipendenti dagli {\displaystyle x_{n}}. Si parla di relazione di ricorrenza lineare omogenea nel caso sia {\displaystyle c_{0}=0}. Le relazioni di ricorrenza lineari come le precedenti devono essere accompagnate da {\displaystyle k} condizioni iniziali; infatti, se si assegnano i primi {\displaystyle k} termini, seguendo qualsivoglia criterio, la stessa ricorrenza riscritta come assegnazione di un valore a {\displaystyle x_{n+k}} implica la determinazione univoca dei successivi termini della successione.
Le relazioni di ricorrenza lineari possono essere risolte con procedimenti sistematici, spesso utilizzando le funzioni generatrici (ossia le serie formali di potenze), oppure osservando che {\displaystyle r^{n}} è una soluzione per particolari valori di {\displaystyle r}.
Per relazioni di ricorrenza della forma:
{\displaystyle x_{n}=Ax_{n-1}+Bx_{n-2}}
si ha la soluzione {\displaystyle r^{n}} per la quale:
{\displaystyle r^{n}=Ar^{n-1}+Br^{n-2}.}
Dividendo tutti i termini per {\displaystyle r^{n-2}} si ottiene:
{\displaystyle r^{2}=Ar+B,}
ossia
{\displaystyle r^{2}-Ar-B=0}
che viene chiamata equazione caratteristica della relazione di ricorrenza. Essa fornisce per {\displaystyle r} due radici {\displaystyle \lambda _{1},\lambda _{2}}. Se tali radici sono distinte si ha la soluzione:
{\displaystyle x_{n}=C\lambda _{1}^{n}+D\lambda _{2}^{n}.}
Se invece coincidono, cioè se {\displaystyle A^{2}+4B=0}, si ha:
{\displaystyle x_{n}=C\lambda ^{n}+Dn\lambda ^{n},}
dove {\displaystyle C} e {\displaystyle D} sono costanti arbitrarie.
Per un'equazione della forma {\displaystyle x_{n}=Ax_{n-1}+Bx_{n-2}} nel caso particolare relativo a {\displaystyle n=2} si ottiene {\displaystyle r^{2}=Ar+B} come sopra. Le costanti {\displaystyle C} e {\displaystyle D} possono essere ricavate da "condizioni al contorno" che tipicamente sono date nella forma:
{\displaystyle x_{0}=a,\quad x_{1}=b.}
Si ottengono differenti soluzioni in dipendenza dalla natura delle radici dell'equazione caratteristica.
Se la relazione di ricorrenza non è omogenea, si può trovare una soluzione particolare con il metodo dei coefficienti indeterminati e la soluzione è la somma della soluzione della equazione di ricorrenza omogenea e della soluzione particolare. È interessante notare che il metodo per risolvere le equazioni differenziali lineari è simile a quello ora illustrato (il "tentativo intelligente" per le equazioni differenziali lineari è {\displaystyle \,e^{x}}). Naturalmente questa non è una mera coincidenza. Se si considera la serie di Taylor della soluzione di un'equazione differenziale lineare:
{\displaystyle \sum _{n=0}^{\infty }{\frac {f^{(n)}(a)}{n!}}(x-a)^{n}}
si osserva che i coefficienti della serie sono dati dalla {\displaystyle n}-esima derivata della {\displaystyle f(x)} valutata al punto {\displaystyle a}. Dalla equazione differenziale si ricava un'equazione alle differenze lineare che collega questi coefficienti. Questa equivalenza può essere utilizzata per risolvere rapidamente la relazione di ricorrenza per i coefficienti nella soluzione mediante serie di potenze di un'equazione differenziale lineare.

### Successione di Fibonacci
Dalla definizione, posto {\displaystyle \Phi :={1+{\sqrt {5}} \over 2}} per la sezione aurea, si deduce l'espressione:
{\displaystyle F_{n}={\Phi ^{n} \over {\sqrt {5}}}-{(1-\Phi )^{n} \over {\sqrt {5}}}.}